# Araneus ferganicus
Araneus ferganicus este o specie de păianjeni din genul Araneus, familia Araneidae, descrisă de Bakhvalov, 1983. Conform Catalogue of Life specia Araneus ferganicus nu are subspecii cunoscute.